# Henri Stuckemann
Henri Stuckemann, né le 28 août 1906 à Saint-Avold, alors en Moselle allemande, et mort le 8 novembre 1970 dans cette même ville, est un boxeur français. 

## Biographie

### Carrière sportive
Après avoir commencé la boxe dans sa ville natale de Saint-Avold, Henri Stuckemann devient l'élève à Hayange de Georges Blanchet, fondateur de l'Union sportive du Tournebride Hayange, entraîneur et technicien réputé en boxe anglaise.
À dix-sept ans, il est sélectionné pour participer aux Jeux olympiques d'été de 1924 en catégorie poids plumes,,. Les combats ont lieu au Vélodrome d'Hiver. En perte de forme due à un amaigrissement trop rapide, Stuckemann est éliminé au premier tour le 15 juillet 1924 en perdant aux points contre Pedro Quartucci, futur médaillé de bronze.

### Reconversion
Après la Seconde Guerre mondiale, Stuckemann se reconvertit en tant qu'entraîneur du Boxing Club de Saint-Avold ; il y forme plusieurs professionnels, dont Charles "Bimbo" Kieffer,.
Il devient aussi patron d'auto-école et exploitant d'une affaire de taxi.
Il meurt à 64 ans dans sa maison du quartier Crusem de Saint-Avold.